# Stefan Milić
Stefan Milić (Podgorica, 6. srpnja 2000.) crnogorski je nogometaš koji igra na poziciji braniča. Trenutačno igra za Partizan.

## Klupska karijera
Milić je u mlađim godinama nastupao za omladinske uzraste Budućnosti. Svoj prvi seniorski nastup za Budućnost upisao je 31. ožujka 2018. u remiju protiv Koma iz Podgorice. Dana 12. kolovoza 2018. upisao je svoj prvi pogodak za seniorski sastav u pobjedi (3:0) protiv Mornara.
Svojim odličnim igrama privukao je interes mnogih klubova, jedni od njih su Partizan, Red Bull Salzburg, Osijek i Mladá Boleslav. Na kraju se odlučio za najtrofejniji hrvatski klub Dinamo Zagreb s kojim je 18. veljače 2020. godine potpisao petogodišnji ugovor. Dana 16. kolovoza 2020. godine, upisao je prvi nastup za novi klub u visokoj pobjedi (6:0) protiv Lokomotive. Dana 1. listopada 2020. poslan je na posudbu u Varaždin koja je trajala do 18. siječnja 2021. Za Varaždin je debitirao 17. listopada 2020. godine u 2:1 porazu od Rijeke.

## Reprezentativna karijera
Milić je od 2016. godine počeo nastupati za mlađe kategorije crnogorske reprezentacije. Trenutno nastupa za U-21 reprezentaciju svoje države.

## Priznanja

### Klupska
Budućnost Podgorica
- Prvak Crne Gore (1): 2019./20.
- Crnogorski kup (1): 2018./19.

Dinamo Zagreb
- 1. HNL (1): 2020./21.

Dečić Tuzi
- Prvak Crne Gore (1): 2023./24.
- Crnogorski kup (1): 2024./25.

## Vanjske poveznice
- Profil, Crnogorski nogometni savez
- Profil, Soccerway
- Profil, Transfermarkt